# Hull House
Hull House fue una casa de asentamiento (del inglés settlement houses) perteneciente al movimiento settlement de los Estados Unidos que fue fundada en 1889 por Jane Addams y Ellen Gates Starr. Situado en el Near West Side de Chicago (Illinois), Hull House (llamado así por el primer propietario de la casa original, Charles Jerald Hull) abrió sus puertas a los inmigrantes europeos recién llegados. En 1911, Hull House había crecido a 13 edificios. En 1912, el complejo Hull House se completó con la adición de un campamento de verano, Bowen Country Club.  Con sus innovadores programas sociales, educativos y artísticos, Hull House se convirtió en el abanderado del movimiento que había crecido, en 1920, a casi 500 asentamientos a nivel nacional.
La mayoría de los edificios de Hull House fueron demolidos para la construcción del campus de la Universidad de Illinois a mediados de la década de 1960. La mansión Hull y varias adquisiciones posteriores se renovaron continuamente para adaptarse a las cambiantes demandas de la asociación. El edificio original y un edificio adicional (que se ha movido 200 yardas (182,9 m)) sobreviven hoy. El 12 de junio de 1974, el edificio Hull House fue designado como un punto de interés de Chicago. El 23 de junio de 1965, fue designado Monumento Histórico Nacional de los Estados Unidos. El 15 de octubre de 1966, el día en que se promulgó la Ley de Preservación Histórica Nacional de 1966, se incluyó en el Registro Nacional de Lugares Históricos. Hull House fue uno de los cuatro miembros originales que figuran en los Lugares históricos registrados de Chicago y en la lista del Registro nacional de lugares históricos (junto con Chicago Pile-1, Robie House y Lorado Taft Midway Studios). La Asociación Hull House dejó de operar en enero de 2012, pero la mansión Hull y un comedor relacionado permanecen abiertos como museo.

## Historia
Addams siguió el ejemplo de Toynbee Hall, que fue fundado en 1884 en el East End de Londres como un centro de reforma social. Describió a Toynbee Hall como "una comunidad de hombres universitarios" que, mientras vivían allí, celebraban sus clubes recreativos y reuniones sociales en la casa de asentamiento entre los pobres y en el mismo estilo que tendrían en su propio círculo. Addams y Starr establecieron Hull House como una casa de asentamiento el 18 de septiembre de 1889.
En el siglo XIX, un movimiento de mujeres comenzó a promover la educación, la autonomía y el acceso a las ocupaciones femeninas tradicionalmente dominadas por hombres. Las organizaciones dirigidas por mujeres, unidas por la hermandad, se formaron para la reforma social, incluidas las casas de asentamiento en la clase obrera y los barrios pobres, como Hull House. Para desarrollar "nuevos roles para las mujeres, la primera generación de nuevas mujeres tejió las formas tradicionales de sus madres en el corazón de su valiente nuevo mundo. Los activistas sociales, a menudo solteros, fueron dirigidos por mujeres educadas.
Hull House se convirtió, en sus comienzos en 1889, en "una comunidad de mujeres universitarias" cuyo principal objetivo era proporcionar oportunidades sociales y educativas para la clase trabajadora (muchos de ellos inmigrantes europeos recientes) en el vecindario circundante. Los "residentes" (los voluntarios de Hull recibieron este título) impartieron clases de literatura, historia, arte, actividades domésticas (como costura) y muchas otras materias. Hull House también ofreció conciertos gratuitos para todos, ofreció conferencias gratuitas sobre temas de actualidad y organizó clubes para niños y adultos.
En 1892, Addams publicó sus pensamientos sobre lo que se ha descrito como "las tres R" del movimiento de la casa de asentamiento: residencia, investigación y reforma. Estos involucraron "una estrecha cooperación con la gente del vecindario, estudio científico de las causas de la pobreza y la dependencia, comunicación de estos hechos al público y presión persistente para la reforma [legislativa y social] ...". Hull House condujo estudios cuidadosos del Cercano West Side, comunidad de Chicago, que se hizo conocida como "The Hull House Neighborhood". Estos estudios permitieron que los residentes de Hull House estuvieran presentes en el diseño y la implementación de programas destinados a mejorar y mejorar las oportunidades de éxito de la población en gran medida inmigrante.
Según Christie y Gauvreau (2001), mientras las casas de asentamientos cristianos buscaban cristianizar, Jane Addams, "había llegado a ser la personificación de la fuerza del humanismo secular". Sin embargo, su imagen fue "reinventada" por las iglesias cristianas. Según el Museo Jane Addams Hull-House, "algunos asentamientos sociales estaban vinculados a instituciones religiosas. Otros, como Hull-House [cofundado por Addams], eran seculares".